# タバティエール銃

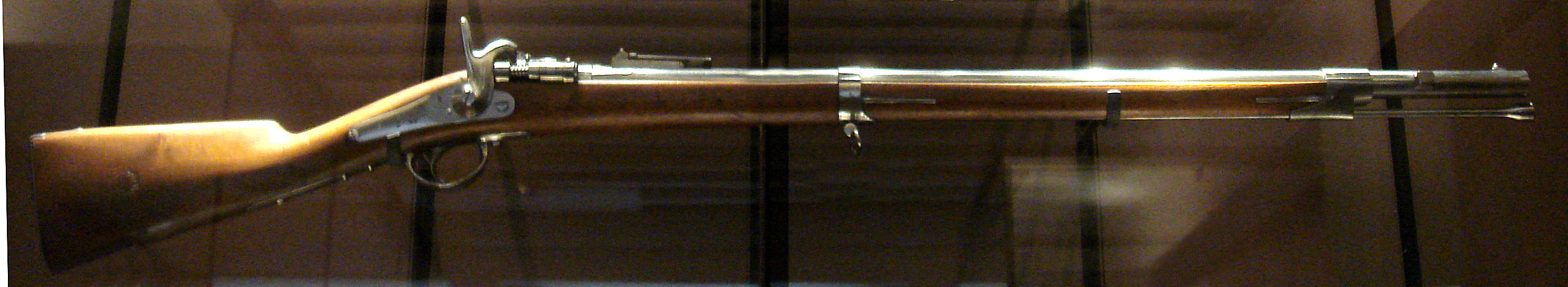
1867年型タバティエール銃

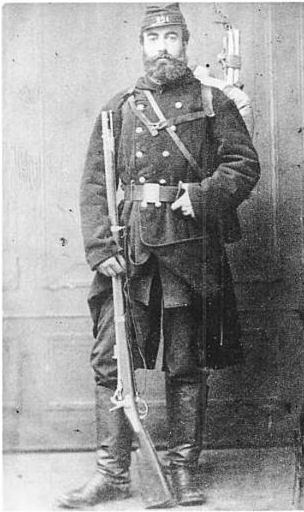
タバティール銃を持つフランス国民衛兵の兵士、1870年。

タバティエール銃（Tabatière rifle）は、フランス陸軍の後装式ライフル銃である。

## 概要
タバティエール銃はイギリスのスナイドル銃と同様に、1864年に前装式ライフル銃（多くはミニエー銃）を後装式に改装して開発された。タバティエールはフランス語で「煙草入れ」の意味であるが、後装機構が煙草入れに似ていることから、その名が付けられた。

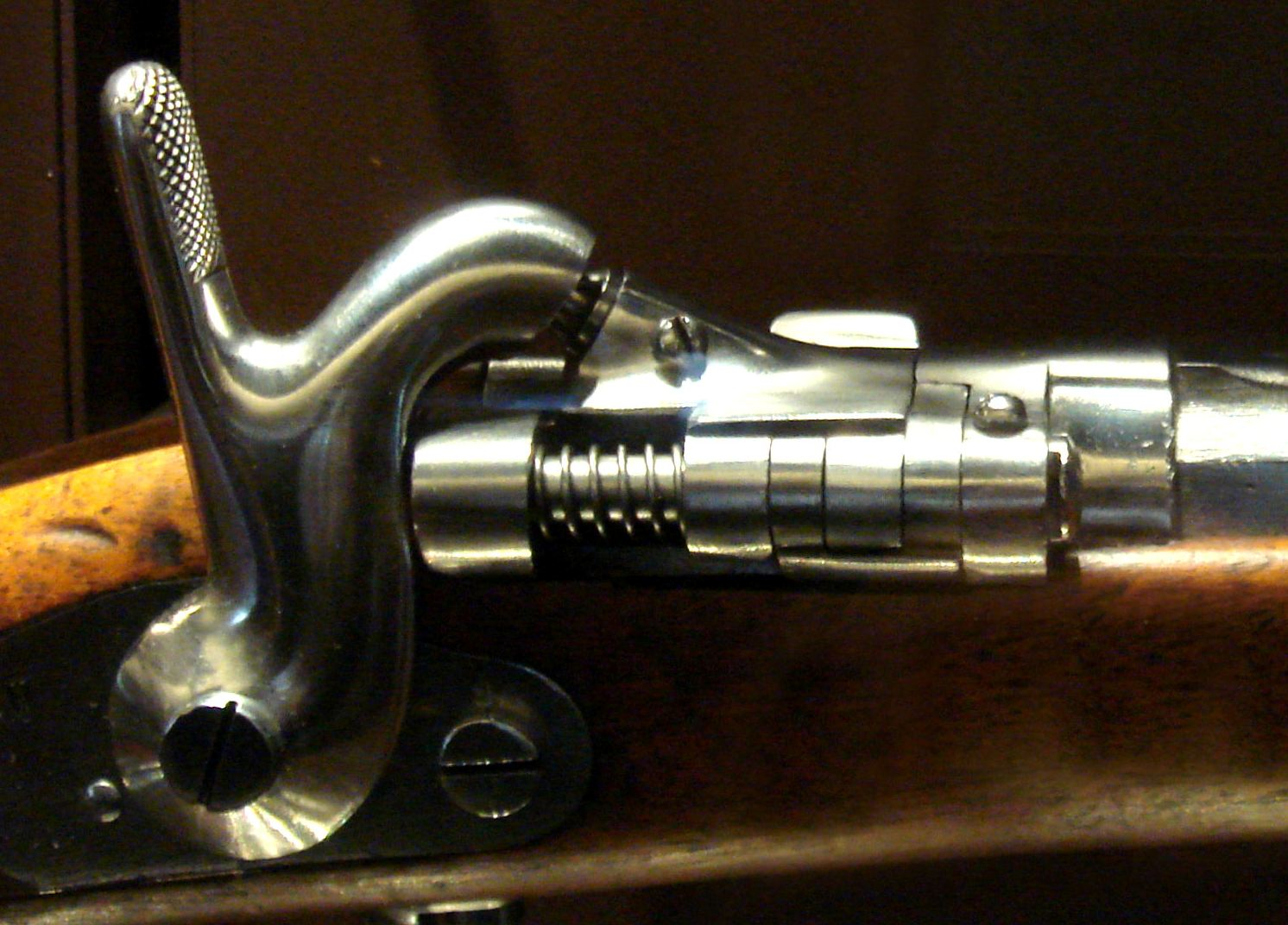
タバティエール銃の後装機構、1867年。

ほとんどの改造は、普仏戦争前に完了した。しかし、この時すでにボルトアクション式単発銃のシャスポー銃へと置き換えられつつあった。
短くした12ゲージのショットガン・シェルに似たセンターファイア式の薬莢を使用したが、弾道がシャスポー銃に劣っていると認識された。このため、主に2線級の部隊や防御用として使用された。

## モデル
- 1867年型タバティエール銃[2]

## 参考資料
- Stephen Shann: "French Army 1870-71 Franco-Prussian War: 2 Republican Troops", Osprey Publishing (July 25, 1991). ISBN 978-1855321359